# 奈良未遥
奈良 未遥（なら みはる、1998年〈平成10年〉3月20日 - ）は、日本のアイドルであり、女性アイドルグループNGT48および派生ユニットCloudyCloudyの元メンバーである。
青森県弘前市出身。

## 経歴
2015年7月25日、NGT48第1期生オーディションに合格。
2016年1月18日、週刊プレイボーイ2016年2月1日発売号にてグラビアを初披露。
2018年4月13日、単独コンサート「NGT48 単独コンサート〜朱鷺は来た!新潟から全国へ!〜」において、正規メンバーへの昇格発表とチームGに所属する事が発表された。
同年6月16日に開票された『AKB48 53rdシングル 世界選抜総選挙』では21位となり、アンダーガールズに選出された。
2020年4月26日、MBSラジオ「オレたちゴチャ・まぜっ!〜集まれヤンヤン〜」のヤンヤンガールズ12期生に選出。
同年7月12日、AKB48グループ新聞で行われた企画「48Timesガールズセレクション2020」で総合2位を獲得。
翌2021年5月5日に同企画の入賞記念として宮古島をロケ地としたリゾートグラビアが公開された。
2021年4月8日、TeNYテレビ新潟のキャラクター「てっと君」と「公認の仲良し」となる。
同年9月25日、UX新潟テレビ21「まるどりっ!UP」内にて「NGT48 奈良未遥ゴルフはじめました」のコーナーが放送開始、以降NGT48ゴルフ部として同コーナーを担当。
2022年9月23日より、青森県弘前市に本拠を置くりんご生産農業法人みらいファーム・ラボの公式研究員に就任。
同年10月24日、SHOWROOMにて開催されたNGT48「SHOWROOM選抜」決定オーディションで優勝。SHOWROOM選抜としてカップリング曲のセンターを務める権利を獲得。また「GRL」モデルに決定。後日、カップリング曲の題名は「やさしさの重さ」と発表された。
2023年2月23日、AKB48グループ新聞で行われた企画「48Timesアワード2022」にてファン大賞を受賞。
翌2024年3月16日に同賞のご褒美企画として江の島をロケ地とした撮り下ろしグラビアが公開された。
2023年3月7日、TikTokにて「ナラサウナ」チャンネルを公開。
同年3月10日から8月20日にかけて、体調不良により活動休止。
同年12月10日に行われたNGT48の新公演「おもいでいっぱい」公演に出演。約9ヶ月ぶりに劇場公演に復帰した。
2024年2月1日、ビルボードプレイスの春シーズンキャンペーン「SIGNS OF SPRING 〜春の兆し〜」のビジュアルに起用。パネル、ポスター、デジタルサイネージ等に登場した。
同年7月1日に自身初となる写真集「こんな風に見られているのか？」（blueprint）を発売。
2024年9月4日、「おもいでいっぱい」公演にてNGT48からの卒業を発表。
同年9月6日、薪ストーブ専門店「noble stove」の新イメージムービーのモデルに起用される。
同年10月25日、卒業公演の日程を発表。11月30日、NGT48劇場で卒業公演が行われた。
2025年1月17日、公式ファンクラブ「ならみはるのふぁんくらぶ。」を開設。

## 人物
愛称は「みはちゃん」「みはる」。

## NGT48・AKB48参加楽曲

### シングルCD選抜曲

#### NGT48名義
- 「青春時計」に収録
  - 出陣
  - 暗闇求む
  - 下の名で呼べたのは… - 「研究生」名義（センター）
- 「世界はどこまで青空なのか?」に収録
  - 僕の涙は流れない - 「SNS選抜」名義
  - ナニカガイル
  - ぎこちない通学電車 - 「ふるさとチーム」名義
- 春はどこから来るのか?
  - あとで - 「ど天然&不思議ちゃんオールスター」名義
- 世界の人へ
  - Soft serve - 「新潟SHOWROOM選抜」名義
  - カーテンの柄 - 「Team G」名義
- シャーベットピンク
  - 絶望の後で - 「NGT48 TDCコンサート選抜メンバー」名義
- Awesome
- ポンコツな君が好きだ
  - 私が一番言いたかったこと
- 渡り鳥たちに空は見えない
  - やさしさの重さ - 「SHOWROOM選抜」名義（センター）
  - チョコレートで眠れない - 「CloudyCloudy」名義
- あのさ、いや別に...[注 3]
- 一瞬の花火
  - 涙が枯れるまでそばにいる - 「1期生・ドラフト3期生・2期生・3期生」名義

#### AKB48名義
- 「君はメロディー」に収録
  - Maxとき315号 - 「NGT48」名義
- 「翼はいらない」に収録
  - 君はどこにいる? - 「NGT48」名義
- 「シュートサイン」に収録
  - みどりと森の運動公園 - 「NGT48」名義
- 「#好きなんだ」に収録
  - プライベートサマー - 「SHOWROOM選抜」名義
- 「センチメンタルトレイン」に収録
  - サンダルじゃできない恋 - 「アンダーガールズ」名義

### アルバムCD選抜曲
- 「未完成の未来」に収録
  - しそうでしないキス
  - 昨日よりも今日 今日よりも明日

## 出演

### テレビ
- まるどりっ!UP（2021年9月25日 - 11月27日、2024年11月9日 UX新潟テレビ21） - コーナー「NGT48 奈良未遥ゴルフはじめました」[10][31]、「one-upグルメ」[32]
- ハレのちあした（2024年6月12日、青森朝日放送） - コーナー「ハレのちエンタ」写真集発売告知VTR

### ラジオ
- オレたちゴチャ・まぜっ!〜集まれヤンヤン〜（2020年4月26日 - 2021年4月18日、MBSラジオ） - ヤンヤンガールズ12期生[6]
- 志田愛佳のLuna×Mona（2021年3月1日 - 29日、BSNラジオ） - コーナー「あやこのNIIGTA DRIVE」[33]
- 奈良未遥のRadio PIYO（2022年12月11日、BSNラジオ）[34]

### 広告
- ビルボードプレイス 春シーズンキャンペーン「SIGNS OF SPRING 〜春の兆し〜」（2024年2月1日 - ）[20]
- 薪ストーブ専門店「noble stove」 新イメージムービー（2024年9月6日 - ）[25]

## 書籍

### 写真集
- こんな風に見られているのか?（2024年7月1日、blueprint）ISBN 978-4-909852-52-6[22]